# Phyllachora citharexyli
Phyllachora citharexyli är en svampart som först beskrevs av Heinrich Rehm, och fick sitt nu gällande namn av Franz Xaver von Höhnel 1907. Phyllachora citharexyli ingår i släktet Phyllachora och familjen Phyllachoraceae.   Inga underarter finns listade i Catalogue of Life.